# Copa Colsanitas 2013 - Qualificazioni singolare
Le qualificazioni del singolare  del Copa Colsanitas 2013 sono state un torneo di tennis preliminare per accedere alla fase finale della manifestazione. I vincitori dell'ultimo turno sono entrati di diritto nel tabellone principale. In caso di ritiro di uno o più giocatori aventi diritto a questi sono subentrati i lucky loser, ossia i giocatori che hanno perso nell'ultimo turno ma che avevano una classifica più alta rispetto agli altri partecipanti che avevano comunque perso nel turno finale.

## Qualificazioni

### Teste di serie
1. Sharon Fichman (Qualificata)
2. Eugenie Bouchard (secondo turno)
3. Dinah Pfizenmaier (ultimo turno)
4. Johanna Konta (secondo turno)

1. Nastassja Burnett (primo turno)
2. Anastasija Sevastova (ultimo turno)
3. Laura Pous Tió (ultimo turno)
4. Teliana Pereira (Qualificata)

### Qualificati
1. Sharon Fichman
2. Beatriz García Vidagany

1. Teliana Pereira
2. Tereza Mrdeža

### Legenda
| - Q = Qualificato - WC = Wild card - LL = Lucky loser | - ALT = Alternate - SE = Special Exempt - PR = Protected Ranking | - w/o = Walkover - r = Ritirato - d = Squalificato |

#### Sezione 1
|  | Primo turno | Primo turno          | Primo turno       | Primo turno | Primo turno |  |  | Secondo turno | Secondo turno        | Secondo turno     | Secondo turno  | Secondo turno  |   |    | Ultimo turno | Ultimo turno   | Ultimo turno   | Ultimo turno | Ultimo turno |  |
|  |             |                      |                   |             |             |  |  |               |                      |                   |                |                |   |    |              |                |                |              |              |  |
|  | 1           | Sharon Fichman       | Sharon Fichman    | 6           | 6           |  |  |               |                      |                   |                |                |   |    |              |                |                |              |              |  |
|  |             | Corinna Dentoni      | Corinna Dentoni   | 2           | 2           |  |  | 1             | Sharon Fichman       | 6                 | 2              | 7              |   |    |              |                |                |              |              |  |
|  |             | Alison Riske         | 6(1)              | 6           | 2           |  |  |               | Verónica Cepede Royg | 2                 | 6              | 5              |   |    |              |                |                |              |              |  |
|  |             | Verónica Cepede Royg | 7                 | 4           | 6           |  |  |               |                      |                   |                |                |   |    | 1            | Sharon Fichman | Sharon Fichman | 6            | 7            |  |
|  |             | Maša Zec Peškirič    | Maša Zec Peškirič | 6           | 7           |  |  |               |                      | 7                 | Laura Pous Tió | Laura Pous Tió | 4 | 65 |              |                |                |              |              |  |
|  |             | Adriana Pérez        | Adriana Pérez     | 3           | 5           |  |  |               | Maša Zec Peškirič    | Maša Zec Peškirič | 3              | 4              |   |    |              |                |                |              |              |  |
|  |             | Elena Bogdan         | Elena Bogdan      | 4           | 5           |  |  | 7             | Laura Pous Tió       | Laura Pous Tió    | 6              | 6              |   |    |              |                |                |              |              |  |
|  | 7           | Laura Pous Tió       | Laura Pous Tió    | 6           | 7           |  |  |               |                      |                   |                |                |   |    |              |                |                |              |              |  |

#### Sezione 2
|  | Primo turno | Primo turno             | Primo turno            | Primo turno | Primo turno |  |  | Secondo turno | Secondo turno           | Secondo turno           | Secondo turno           | Secondo turno |   |   | Ultimo turno | Ultimo turno           | Ultimo turno | Ultimo turno | Ultimo turno |  |
|  |             |                         |                        |             |             |  |  |               |                         |                         |                         |               |   |   |              |                        |              |              |              |  |
|  | 2           | Eugenie Bouchard        | Eugenie Bouchard       | 6           | 6           |  |  |               |                         |                         |                         |               |   |   |              |                        |              |              |              |  |
|  |             | Richèl Hogenkamp        | Richèl Hogenkamp       | 4           | 0           |  |  | 2             | Eugenie Bouchard        | Eugenie Bouchard        | 4                       | 5             |   |   |              |                        |              |              |              |  |
|  |             | Paula Kania             | Paula Kania            | 1           | 4           |  |  |               | Arantxa Parra Santonja  | Arantxa Parra Santonja  | 6                       | 7             |   |   |              |                        |              |              |              |  |
|  |             | Arantxa Parra Santonja  | Arantxa Parra Santonja | 6           | 6           |  |  |               |                         |                         |                         |               |   |   |              | Arantxa Parra Santonja | 6            | 2            | 2            |  |
|  |             | Kateryna Kozlova        | 6                      | 5           | 4           |  |  |               |                         |                         | Beatriz García Vidagany | 3             | 6 | 6 |              |                        |              |              |              |  |
|  |             | Amra Sadiković          | 2                      | 7           | 6           |  |  |               | Amra Sadiković          | Amra Sadiković          | 5                       | 1             |   |   |              |                        |              |              |              |  |
|  |             | Beatriz García Vidagany | 6(1)                   | 7           | 6           |  |  |               | Beatriz García Vidagany | Beatriz García Vidagany | 7                       | 6             |   |   |              |                        |              |              |              |  |
|  | 5           | Nastassja Burnett       | 7                      | 64          | 2           |  |  |               |                         |                         |                         |               |   |   |              |                        |              |              |              |  |

#### Sezione 3
|  | Primo turno | Primo turno           | Primo turno        | Primo turno | Primo turno |  |  | Secondo turno | Secondo turno     | Secondo turno   | Secondo turno   | Secondo turno   |   |   | Ultimo turno | Ultimo turno      | Ultimo turno      | Ultimo turno | Ultimo turno |  |
|  |             |                       |                    |             |             |  |  |               |                   |                 |                 |                 |   |   |              |                   |                   |              |              |  |
|  | 3           | Dinah Pfizenmaier     | Dinah Pfizenmaier  | 6           | 6           |  |  |               |                   |                 |                 |                 |   |   |              |                   |                   |              |              |  |
|  |             | Chiara Scholl         | Chiara Scholl      | 2           | 0           |  |  | 3             | Dinah Pfizenmaier | 4               | 6               | 6               |   |   |              |                   |                   |              |              |  |
|  |             | Séverine Beltrame     | Séverine Beltrame  | 6           | 7           |  |  |               | Séverine Beltrame | 6               | 3               | 1               |   |   |              |                   |                   |              |              |  |
|  | WC          | Ajla Tomljanović      | Ajla Tomljanović   | 3           | 62          |  |  |               |                   |                 |                 |                 |   |   | 3            | Dinah Pfizenmaier | Dinah Pfizenmaier | 3            | 2            |  |
|  |             | Inés Ferrer Suárez    | Inés Ferrer Suárez | 5           | 3           |  |  |               |                   | 8               | Teliana Pereira | Teliana Pereira | 6 | 6 |              |                   |                   |              |              |  |
|  |             | Grace Min             | Grace Min          | 7           | 6           |  |  |               | Grace Min         | Grace Min       | 5               | 2               |   |   |              |                   |                   |              |              |  |
|  | WC          | Nadia Echeverria Alam | 6                  | 4           | 0           |  |  | 8             | Teliana Pereira   | Teliana Pereira | 7               | 6               |   |   |              |                   |                   |              |              |  |
|  | 8           | Teliana Pereira       | 3                  | 6           | 6           |  |  |               |                   |                 |                 |                 |   |   |              |                   |                   |              |              |  |

#### Sezione 4
|  | Primo turno | Primo turno                | Primo turno                | Primo turno | Primo turno |  |  | Secondo turno | Secondo turno        | Secondo turno | Secondo turno        | Secondo turno        |   |   | Ultimo turno | Ultimo turno  | Ultimo turno  | Ultimo turno | Ultimo turno |  |
|  |             |                            |                            |             |             |  |  |               |                      |               |                      |                      |   |   |              |               |               |              |              |  |
|  | 4           | Johanna Konta              | Johanna Konta              | 6           | 6           |  |  |               |                      |               |                      |                      |   |   |              |               |               |              |              |  |
|  | WC          | Nicole Melichar            | Nicole Melichar            | 4           | 3           |  |  | 4             | Johanna Konta        | 6             | 6                    | 3                    |   |   |              |               |               |              |              |  |
|  | WC          | María Paulina Pérez García | María Paulina Pérez García | 2           | 2           |  |  |               | Tereza Mrdeža        | 3             | 7                    | 6                    |   |   |              |               |               |              |              |  |
|  |             | Tereza Mrdeža              | Tereza Mrdeža              | 6           | 6           |  |  |               |                      |               |                      |                      |   |   |              | Tereza Mrdeža | Tereza Mrdeža | 6            | 6            |  |
|  |             | María Irigoyen             | María Irigoyen             | 4           | 2           |  |  |               |                      | 6             | Anastasija Sevastova | Anastasija Sevastova | 1 | 4 |              |               |               |              |              |  |
|  |             | Aleksandra Krunić          | Aleksandra Krunić          | 6           | 6           |  |  |               | Aleksandra Krunić    | 2             | 6                    | 3                    |   |   |              |               |               |              |              |  |
|  |             | Florencia Molinero         | Florencia Molinero         | 3           | 2           |  |  | 6             | Anastasija Sevastova | 6             | 4                    | 6                    |   |   |              |               |               |              |              |  |
|  | 6           | Anastasija Sevastova       | Anastasija Sevastova       | 6           | 6           |  |  |               |                      |               |                      |                      |   |   |              |               |               |              |              |  |